# Milva Stark
Milva Stark (* 12. Dezember 1982 in Gelsenkirchen) ist eine deutsch-schweizerische Schauspielerin.

## Leben
Nach dem Abitur studierte Milva Stark von 2004 bis 2008 an der Universität der Künste Berlin Schauspiel. Im Rahmen des Studiums erhielt sie 2007 beim Theatertreffen deutschsprachiger Schauspielschulen in Salzburg den Einzelpreis für ihre Darstellung der Amme in Romeo und Julia. In der Folge war sie zunächst als Gast am Ernst-Deutsch Theater Hamburg tätig und an der Schaubühne Berlin. Von 2008 bis 2021 war sie festes Ensemblemitglied am Konzert Theater Bern, wo sie in zahlreichen Rollen zu sehen war, u. a. als Käthchen von Heilbronn, Parzival, Hedda Gabler, Penthesilea und Molly Bloom in Ulysses.
Milva Stark spielte die Hauptrolle im Kurzfilm und alles fällt von Nadine Schwitters, welcher 2017 beim Locarno Film Festival sowie bei den Solothurner Filmtagen gezeigt wurde.
Sie ist ferner als Sprecherin für u. a. Hörspiele tätig sowie als Poetry Slammerin. Mit ihren Texten nahm sie 2018 bei den deutschsprachigen Poetry Slam Meisterschaften in Zürich teil.
Im Jahr 2020 entwickelte sie gemeinsam mit ihrem Mann, dem Schauspieler Diego Valsecchi, den Podcast „Neulich bei Schauspielers“.
Milva Stark lebt in Bern.

## Rollen (Auswahl)
Quelle: crew united
- 2020: Molly Bloom in Ulysses, Regie: Sebastian Klink / Konzert Theater Bern
- 2019: Fifa, Regie: Christoph Frick / Konzert Theater Bern
- 2018: Tochter in Der Sohn, Regie: Elmar Goerden / Konzert Theater Bern
- 2017: in Odysseus, Regie: Elmar Goerden / Konzert Theater Bern
- 2016: Penthesilea in Penthesilea, Regie: Cihan Inan / Konzert Theater Bern
- 2015: Deborah in Hiob, Regie: Ingo Berk / Konzert Theater Bern
- 2014: Anne in X-Freunde, Regie: Jan-Stephan Schmieding / Konzert Theater Bern
- 2012: Königin Anna von England in Das Glas Wasser, Regie: Max Merker / Stadttheater Bern
- 2011: Hedda Gabler in Hedda Gabler, Regie: Antje Thoms / Stadttheater Bern
- 2010: Parzival in Parzival, Regie: Erich Sidler / Stadttheater Bern
- 2009: Sennentuntschi in Sennentuntschi, Regie: Elias Perrig / Stadttheater Bern
- 2008: Rosa in Rosa und Bianca, Regie: Erich Sidler / Stadttheater Bern
- 2007: Junge Frau in Speeddating, Regie: Frank Oberhäuser, Benedikt Haubrich / Schaubühne am Lehniner Platz
- 2007: Mascha in Die Möwe, Regie: Tina Engel / Ernst Deutsch Theater Hamburg